# El matrero (película de 1939)
El matrero es una película argentina en blanco y negro dirigida por Orestes Caviglia según su propio guion escrito sobre el argumento de Yamandú Rodríguez de la ópera homónima que se estrenó el 12 de julio de 1939 y que tuvo como protagonistas a Agustín Irusta, Amelia Bence, Carlos Perelli, Roberto Escalada y Ada Cornaro. 
La ópera El Matrero había sido estrenada el 12 de julio de 1929 y la dirección de la película fue ofrecida a Mario Soffici, quien no aceptó y propuso a Caviglia. Los exteriores del filme se rodaron en la provincia de Tucumán.

## Sinopsis
Un gaucho acusado injustamente de un asesinato se convierte en un nómade peligroso.

## Reparto
- Agustín Irusta
- Amelia Bence
- Carlos Perelli
- Roberto Escalada
- Ada Cornaro
- José Otal
- Sebastián Chiola

## Comentario
Según Di Núbila es un filme ambicioso pero

"faltaron naturalidad a su relato, relieve a sus personajes y soltura a su acción; los intérpretes no tuvieron apoyo para lograr buenas caracterizaciones, pero Amelia Bence y Carlos Perelli se las arreglaron para dar fuerza personal y bastante convicción a sus papeles, en tanto que Ada Cornaro y José Otal salvaron matices cómicos. Roberto Escalada tuvo breve intervención y Agustín Irusta, que animó al protagonista, no pudo superar los citados y otros handicaps, entre los que la falta de physique du rol no fue el menos importante. Aquí, donde el escenario campero imponía y facilitaba el movimiento, se notó más que en Con las alas rotas el estilo teatral del director Orestes Caviglia; con una consecuencia de estatismo que frenó el desarrollo. La excelente partitura de Boero, bien adaptada por Mario Maurano, y la buena fotografía de Alton, quedaron como lo mnejor de este honroso fracaso; el error inicial consistió en asignar a un hombre más de teatro que de cine la filmación de una obra que, por provenir del escenario, reclamaba justamente un director con fantasía, ritmo y lenguaje esencialmente cinematográfico."